# Jaime Salinas Mansilla
Jaime Ricardo Salinas Mansilla (Temuco, 10 de marzo de 1960) es un político chileno que ejerció como concejal de Temuco durante cuatro períodos consecutivos entre 2004 y 2021  y como alcalde interino entre 2020 y 2021 tras la renuncia de su antecesor Miguel Becker Alvear. Fue militante de Renovación Nacional desde 1986 hasta 2021.

## Carrera política
Fue miembro de Patria y Libertad en su juventud.
Desde 1986, Salinas comenzó su afiliación política en Renovación Nacional. En 1993, estableció el departamento comunitario de RN Temuco, donde impartió varias capacitaciones a líderes de organizaciones funcionales y territoriales de Temuco. Activo en su militancia, ocupó la presidencia de la directiva comunal por tres periodos consecutivos y fue consejero comunal durante esos mismos periodos, respaldando a los candidatos de RN en la región. Simultáneamente, fundó la junta de vecinos en su residencia, abogando por los residentes de Villa La Portada entre 1998 y 2004. También estableció la Agrupación de Juntas de Vecinos de Pueblo Nuevo. 

### Concejal
Estos logros lo llevaron a postularse como Concejal por RN en 2003, siendo electo por 4 periodos consecutivos, totalizando 17 años de servicio en la Municipalidad de Temuco. Durante su mandato, continuó trabajando en diversas propuestas para el beneficio de la ciudad, como el Parque Estadio de Labranza y gestiones para la Ruta S19 con los vecinos de Labranza, entre otras iniciativas. Además, fue elegido como Presidente del Capítulo de Concejales de la Región de la Araucanía, siendo reconocido a nivel nacional por liderar gestiones en favor de los Concejales de Chile.
En 2018 realizó la petición de destitución de Pablo Vera, siendo aprobada por siete de diez concejales.

### Alcalde
En noviembre de 2020, tras la dimisión de Miguel Becker debido a su postulación al Congreso, Jaime Salinas alcanzó la alcaldía de Temuco con mayoría en la votación de seis de los nueve concejales. Durante su mandato de 7 meses, implementó una serie de iniciativas que incluyeron la instalación de estanques de agua en campamentos, el izamiento de la bandera mapuche ancestral en la plaza de armas.
En diciembre de ese año, RN desvinculó de su directiva comunal al alcalde por el despido de funcionarios de puestos de confianza.
Además, gestionó el reconocimiento oficial de humedales urbanos y firmó contratos para nuevas farmacias municipales. Se habilitaron oficinas de atención municipal en centros comunitarios y se utilizaron gimnasios municipales como centros de vacunación contra el Covid-19. Continuó la gestión incompleta reconstrucción del Mercado Central.

### Nuevo partido
Fue[actualizar] Presidente en La Araucanía del partido político "Sentido Común". En donde Salinas ha manifestado el 2024 querer volver a la alcaldía. llamando al creativo Ives Arancibia para materializar esta idea.
Pero en un mal manejo de negociaciones con el partido Amarillos y demócratas no pudo ir como candidato de su propio partido lo cual lo obligo a ir como independiente por Renovación nacional de candidato a Core, Sin poder salir electo  
El partido fue disuelto por el Servicio Electoral de Chile el 17 de mayo de 2024 luego de detectar errores e irregularidades en la constitución de sus órganos internos.

## Historial electoral
| Año  | Tipo                                     | Territorio | Partido             | Votos | %    | Resultado |
| ---- | ---------------------------------------- | ---------- | ------------------- | ----- | ---- | --------- |
| 2004 | municipales                              | Temuco     | Renovación nacional | 3 000 | 3.67 | electo    |
| 2008 | municipales                              | Temuco     | Renovación nacional | 2 989 | 3.59 | electo    |
| 2012 | municipales                              | Temuco     | Renovación nacional | 3 633 | 4.78 | electo    |
| 2016 | municipales                              | Temuco     | Renovación nacional | 2 358 | 4.37 | electo    |
| 2020 | Elecciones internas concejo de Temuco    | Temuco     | Renovación Nacional | 6     | 66,6 | ALCALDE   |
| 2024 | Elecciones de consejeros regionales 2024 | cautin 1   | independiente       | 4 156 | 2.12 | NO ELECTO |